# Kantýna roku
Kantýna roku je česká soutěž provozoven podnikajících v segmentu veřejného zaměstnaneckého stravování. Soutěž je také prostředkem pro sdílení vynikajících příkladů podnikání v oboru a péče o zaměstnance. Soutěž, která vznikla v roce 2022, pořádá organizace Sdružení pro zaměstnanecké stravování (ProZAMS) a Klub zaměstnavatelů.

## Další informace
Přihlašovat své kantýny/jídelny mohou zaměstnavatelé nebo provozovatelé firemních jídelen. Výsledky byvají vyhlašovány regionálně a následně také na celostátní úrovni. Zapojení do soutěže je bezplatné. Generálním partnerem 2. ročníku soutěže byla společnost AG FOODS.

## Ročníky
| Ročník | Datum vyhlášení výsledků | Vítěz                                              |
| ------ | ------------------------ | -------------------------------------------------- |
| 1.     | 14. června 2022          | Kimberly-Clark, Jaroměř EUROVIA CS Prague catering |
| 2.     | 2023                     |                                                    |